# From Dusk Till Dawn 2
From Dusk Till Dawn 2: Texas Blood Money  är en amerikansk action-skräckfilm från 1999, regisserad av Scott Spiegel. Filmen är en uppföljare till From Dusk Till Dawn.

## Handling
På Titty Twister Bar möts fem stenhårda brottslingar för att få ritningarna till en mexikansk bank. Men gästerna i baren är inte där för att dricka öl utan de är där för att dricka blod. Med nöd och näppe lyckas de komma undan de galna vampyrerna, och gör sig redo för att råna banken. Här väntar FBI-agenten Chase på dem. Men vad är det för fel med bankrånarna? Alla undantaget Buck, ligans ledare, har plötsligt fått enormt stora hörntänder.

## Skådespelare
| Robert Patrick   | – Buck                |
| Bo Hopkins       | – sheriff Otis Lawson |
| Duane Whitaker   | – Luther              |
| Muse Watson      | – C.W.                |
| Brett Harrelson  | – Ray Bob             |
| Raymond Cruz     | – Jesus               |
| Danny Trejo      | – Razor Eddie         |
| James Parks      | – Deputy McGraw       |
| Stacie Bourgeois | – Marcy               |
| Maria Checa      | – Lupe                |
| Tiffani Thiessen | – Pam                 |
| Bruce Campbell   | – Barry               |

## Filmpriser

### Vunna priser
- Academy of Science Fiction, Fantasy & Horror Films, USA
  - Bästa film